# Friuliak
A friuliak (friuliani) elsősorban Olaszország északkeleti részén, a történelmi Friuli és Venezia Giulia tartományok területén élő népcsoport.

## Napjainkban
A mintegy 1,5 millió friuli közül 700 000 fő él Olaszországban. Becslések szerint a friuli diaszpóra 800 000 főt számlál, akik elsősorban Franciaországban, Argentínában, az Amerikai Egyesült Államokban és Kanadában, illetve emellett Brazília, Venezuela, Uruguay, Ausztrália, Belgium, Svájc, Luxemburg, Hollandia és Románia területén élnek.
Az olaszországi friuliak többsége a két történelmi tartomány egyesítéséből létrejött Friuli-Venezia Giulia autonóm régióban él: kb. 75%-uk Udine és 37%-uk Pordenone megyékben, de jelentős kisebbséget alkotnak Gorizia megyében is (24%), illetve Velence megye keleti részén, elsősorban Sappada és Portogruaro városokban. Kb. 170 000 friuli él Olaszország más részein.

## Kultúrájuk
A friuli nyelv rétoromán dialektus, amelynek több helyi dialektusa van. A szárd után a friuli Olaszország második legnagyobb kisebbségi nyelve.
A diaszpórában élő friuliakat a Fogolâr Furlan szervezet fogja össze, illetve minden országban alakultak helyi kulturális és hagyományőrző társaságok, mint pl. Franciaországban a "France-Frioul".
A friuliak többsége katolikus vallású. Illegio városban találhatók Szent Flórián ereklyéi.